# Platysaurus intermedius
Platysaurus intermedius là một loài thằn lằn trong họ Cordylidae. Loài này được Matschie mô tả khoa học đầu tiên năm 1891.

## Hình ảnh

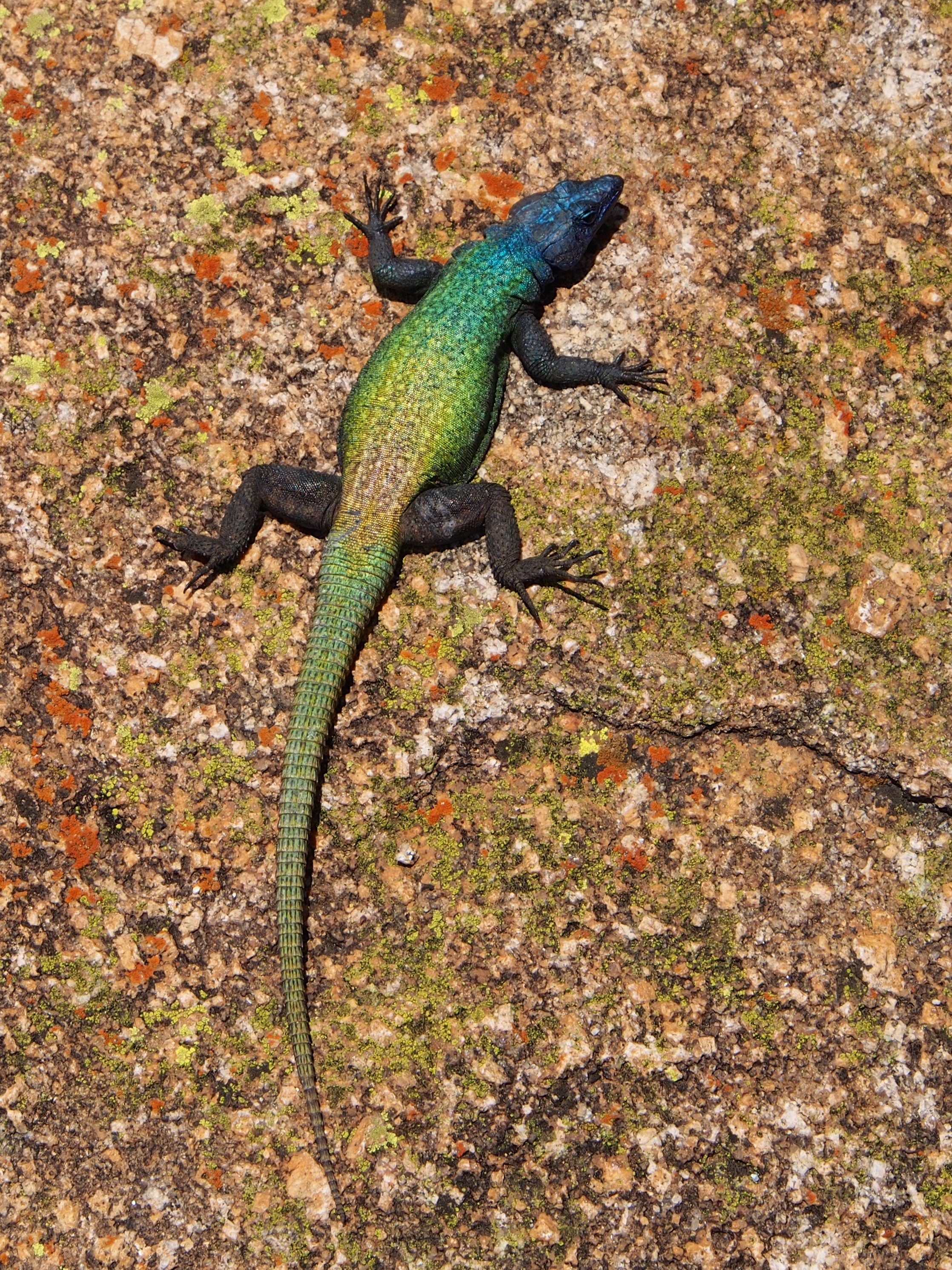
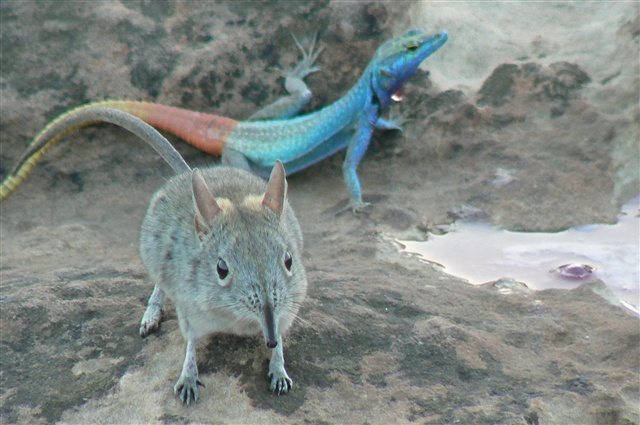